# آن رمزی
آن رمزی (انگلیسی: Anne Ramsay؛ زادهٔ ۱۱ سپتامبر ۱۹۶۰) هنرپیشه اهل ایالات متحده آمریکا است. از فیلم‌هایی که وی در آن نقش داشته است می‌توان به زن در بالا، لیگ خودشان و قلب یک مخاطب اشاره کرد.